# Randlord

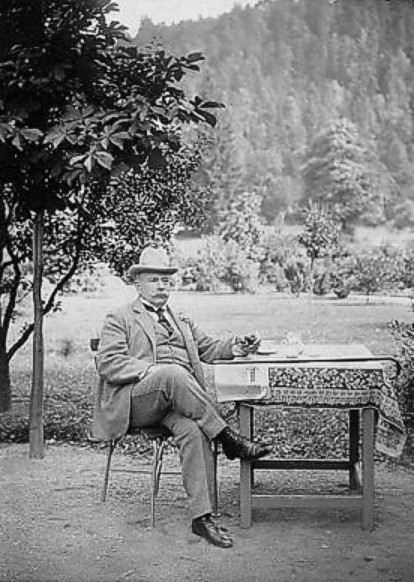
Jules Porgès war ein Randlord mit österreichisch-jüdischem Hintergrund

Die Randlords waren Unternehmer, die von den 1870er-Jahren bis zum Beginn des Ersten Weltkriegs die Diamant- und Goldbergbau-Industrie in Südafrika kontrollierten.
Eine kleine Gruppe von europäischen Abenteurern und Finanziers, die größtenteils derselben Generation angehörten, erlangte in den 1870er-Jahren die Kontrolle über den Diamantbergbau in Kimberley. Die Unternehmer errichteten eine finanzielle und industrielle Infrastruktur, die sie dazu nutzten, um die Goldfunde vom Jahre 1886 im Höhenzug Witwatersrand – den Rand – in Transvaal auszubeuten. Zunächst waren sie an verschiedenen Orten in Transvaal ansässig, um sich dann in Parktown, einem luxuriösen Stadtteil von Johannesburg, niederzulassen. Einige der Randlords wurden von Queen Victoria wegen ihrer Verdienste zu Baronets erhoben.

## Bekannte Randlords
- Sir George Albu, 1. Baronet (1857–1935)
- Leopold Albu (1861–1938)
- Sir Abe Bailey (1864–1940)
- Barney Barnato (1852–1897)
- Alfred Beit (1853–1906)
- Sir Otto Beit, 1. Baronet (1865–1930)
- Hermann Eckstein (1847–1893)
- Friedrich Gustav Jonathan Eckstein (1857–1930)
- Sir George Herbert Farrar (1859–1915)
- Adolf Görz (1857–1900)
- John Hays Hammond (1855–1936)
- Sir David Harris (1852–1942)
- Gustav Imroth (1862–1946)
- Solomon Joel (1865–1931)
- Woolf Joel (1863–1898)
- John Dale Lace (1859–1937)
- Isaac Lewis (1849–1927)
- Samuel Marks (1843–1920)
- Carl Meyer
- Maximilian Michaelis (1852–1932)
- Sigismund Neumann (1857–1916)
- Sir Lionel Phillips, 1. Baronet (1855–1936)
- Jules Porgès (1839–1921)
- Cecil Rhodes (1853–1902)
- Sir Joseph Benjamin Robinson, 1. Baronet (1840–1929)
- Charles Ernest Rube (1852–1914)
- Charles Dunell Rudd (1844–1916)
- Jim B. Taylor
- Sir Julius Wernher, 1. Baronet (1850–1912)
- Sir Thomas Cullinan (1862–1936)

## Industrielles Erbe
| Jahr                | Anzahl der Bergwerke | Goldertrag (Feinunzen) | Wert (GB£) | Relativer Wert 2010 (GB£) |
| ------------------- | -------------------- | ---------------------- | ---------- | ------------------------- |
| 1898                | 77                   | 4.295.608              | 15.141.376 | 6.910.000.000             |
| Jan.–Okt. 1899      | 85                   | 3.946.545              | 14.046.686 | 6.300.000.000             |
| Nov. 1899–Apr. 1901 | 12                   | 574.043                | 2.024.278  | 908.000.000               |
| Mai–Dez. 1901       | 12                   | 238.994                | 1.014.687  | 441.000.000               |
| 1902                | 45                   | 1.690.100              | 7.179.074  | 3.090.000.000             |
| 1903                | 56                   | 2.859.482              | 12.146.307 | 5.220.000.000             |
| 1904                | 62                   | 3.658.241              | 15.539.219 | 6.640.000.000             |
| 1905                | 68                   | 4.706.433              | 19.991.658 | 8.490.000.000             |
| 1906                | 66                   | 5.559.534              | 23.615.400 | 9.890.000.000             |
| 1907                | 68                   | 6.220.227              | 26.421.837 | 10.800.000.000            |
| 1908                | 74                   | 6.782.538              | 28.810.393 | 11.700.000.000            |
| 1909                | 72                   | 7.039.136              | 29.900.359 | 12.200.000.000            |
| 1910                | 63                   | 7.228.311              | 30.703.912 | 12.400.000.000            |

Nachdem die Randlords der ersten Generation gestorben waren oder sich aus den Geschäften zurückgezogen hatten, konzentrierte sich die nächste Generation darauf, ihre Unternehmen zu konsolidieren, indem sie die Bergbauunternehmen in börsennotierte Gesellschaften überführten. Ein gutes Beispiel für die damaligen Vorgänge ist die Zusammenlegung von Cecil Rhodes' Aktivitäten mit De Beers, die von Ernest Oppenheimer (1880–1957) fortgeführt wurde. Dadurch wurde die Marktmacht von De Beers und nach 1917 die des Bergbaukonzerns Anglo American gestärkt; heute wird das Kapital von Anglogold Ashanti gehalten. In Johannesburg existieren heute weitere Bergbauunternehmen, deren Gründung auf die Randlords zurückgeht, beispielsweise Porgès und Ecksteins Corner House, heute Randgold Resources, Rhodes's Consolidated Gold Fields wurde Gold Fields Limited, George and Leopold Albu's General Mining and Finance Corporation wurde Gencor und Barney Barnato's Johannesburg Consolidated Investment Company oder „Johnnies“ wurde zu JCI Limited.

## Kulturelle und philanthropische Hinterlassenschaft
Die meisten Randlords entstammten bescheidenen Verhältnissen, einige von ihnen waren deutsch-österreichische Juden (German Mess genannt), und sie nutzten ihr Vermögen, um sozial aufzusteigen. Viele von ihnen konnten die Vorurteile gegen Neureiche sowie Juden überwinden, wurden Mitglieder des englischen Establishments und zum Baronet ernannt. 
Die Randlords haben in Südafrika und England ihre architektonischen Spuren hinterlassen, wie etwa die Parktown Mansions in Johannesburg, die von Herbert Baker entworfen wurden. Viele sammelten Kunst, unterstützten Museen und stifteten große Summen für wohltätige Zwecke. Eine der Stiftungen ist der Beit Trust, der im südlichen Afrika über 400 Brücken errichten ließ. Cecil Rhodes stiftete das Rhodes-Stipendium, das Studenten den Besuch der Universität Oxford finanziell ermöglicht. Für ihr Kunst-Mäzenatentum bekannt war die Ehefrau von Lionel Phillips, Lady Florence Phillips.

## Moderne Nutzung des Ausdrucks
Heute wird der Begriff Randlord auch als generelle Bezeichnung für reiche südafrikanische Geschäftsleute benutzt. Der Begriff ist doppeldeutig, weil die heutige Währung in Südafrika der Rand ist.